# Casa dei Crescenzi

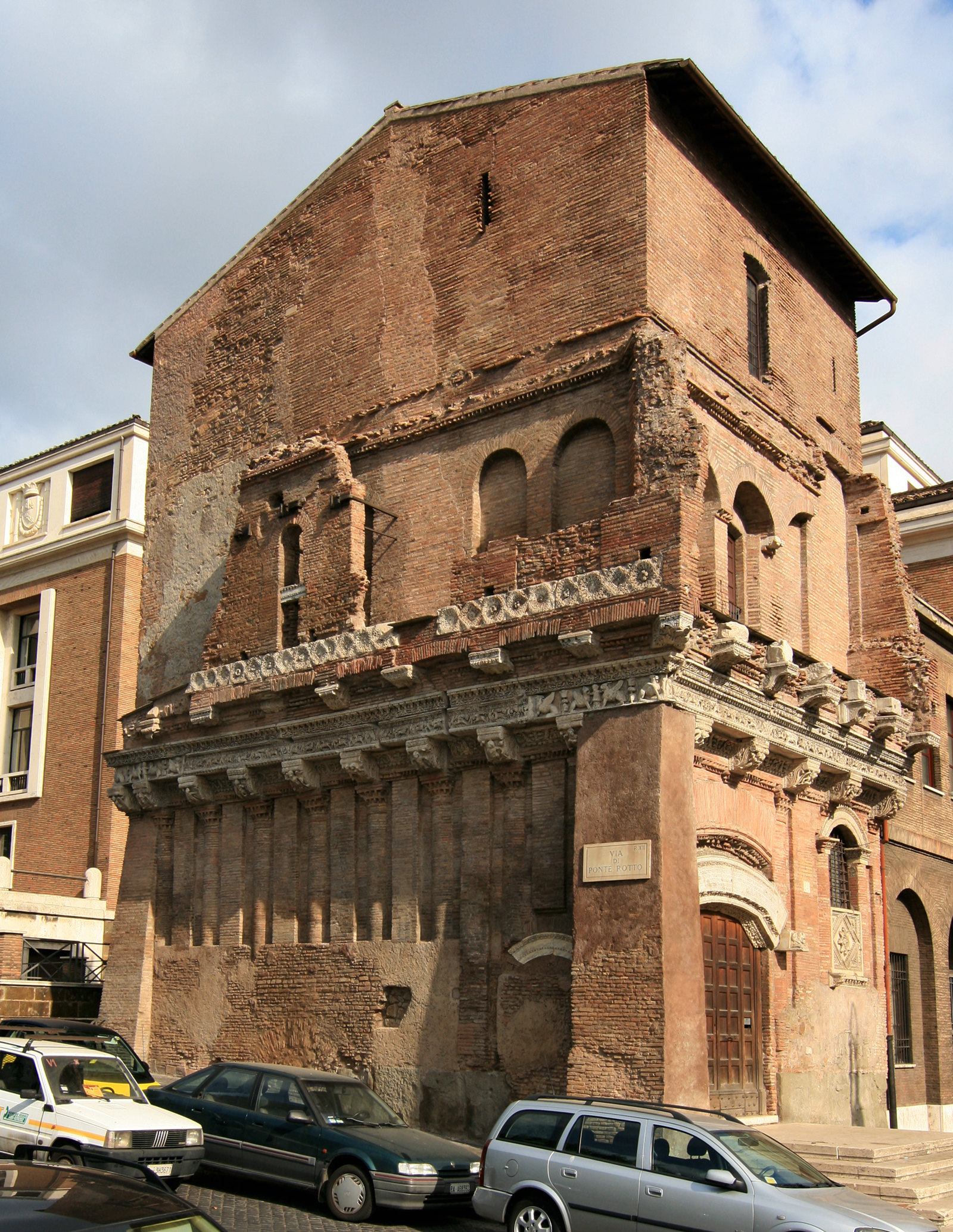
Vista da casa.

Casa dei Crescenzi, conhecida antigamente como Tor Crescenzia, Tor Monzone, Casa di Cola di Rienzo e Palazzo di Pilato, é uma antiga residência medieval localizada no Fórum Boário, no rione Ripa de Roma, de frente para a Via Luigi Petroselli, com o Templo de Portuno de um lado e o novo Palazzo dell'Anagrafe do, um cenário urbano completamente diferente do qual ela estava inserida até a década de 1930.

## História
Esta casa foi construída entre 1040 e 1065 por Niccolò, filho de Crescenzio e Teodora, para controlar os antigos moinhos de Roma e a Ponte Emilio, sobre cujo trânsito a família cobrava um pedágio. O edifício tinha dois pisos (atualmente restam o piso térreo e parte do piso superior) e, segundo o costume da época, a estrutura incorpora inúmeros elementos arquitetônicos de antigos edifícios romanos, inclusive nas paredes, provavelmente restos de um banho bizantino. A sobreposição caótica de estilos e elementos é evidente nos capiteis em terracota sobre semicolunas no lado esquerdo, nas mísulas com cupidos, no beiral com mísulas e nos restos das paredes em consola, denotando as numerosas reestruturações realizadas no edifício. Nas palavras de Jeremiah Donovan, "A casa é construída de tijolos e desfigurada pela decoração, que consiste de fragmentos heterogêneos de antigas esculturas de mármore e bárbaras semicolunas e pilastras de tijolos atiradas juntas sem nenhuma consideração ao bom gosto ou aos princípios da arquitetura" ("Rome Ancient and Modern", 1844). Ainda hoje os arqueólogos não foram capazes de identificar exatamente todos os edifícios antigos a partir dos quais estes elementos foram reaproveitados.

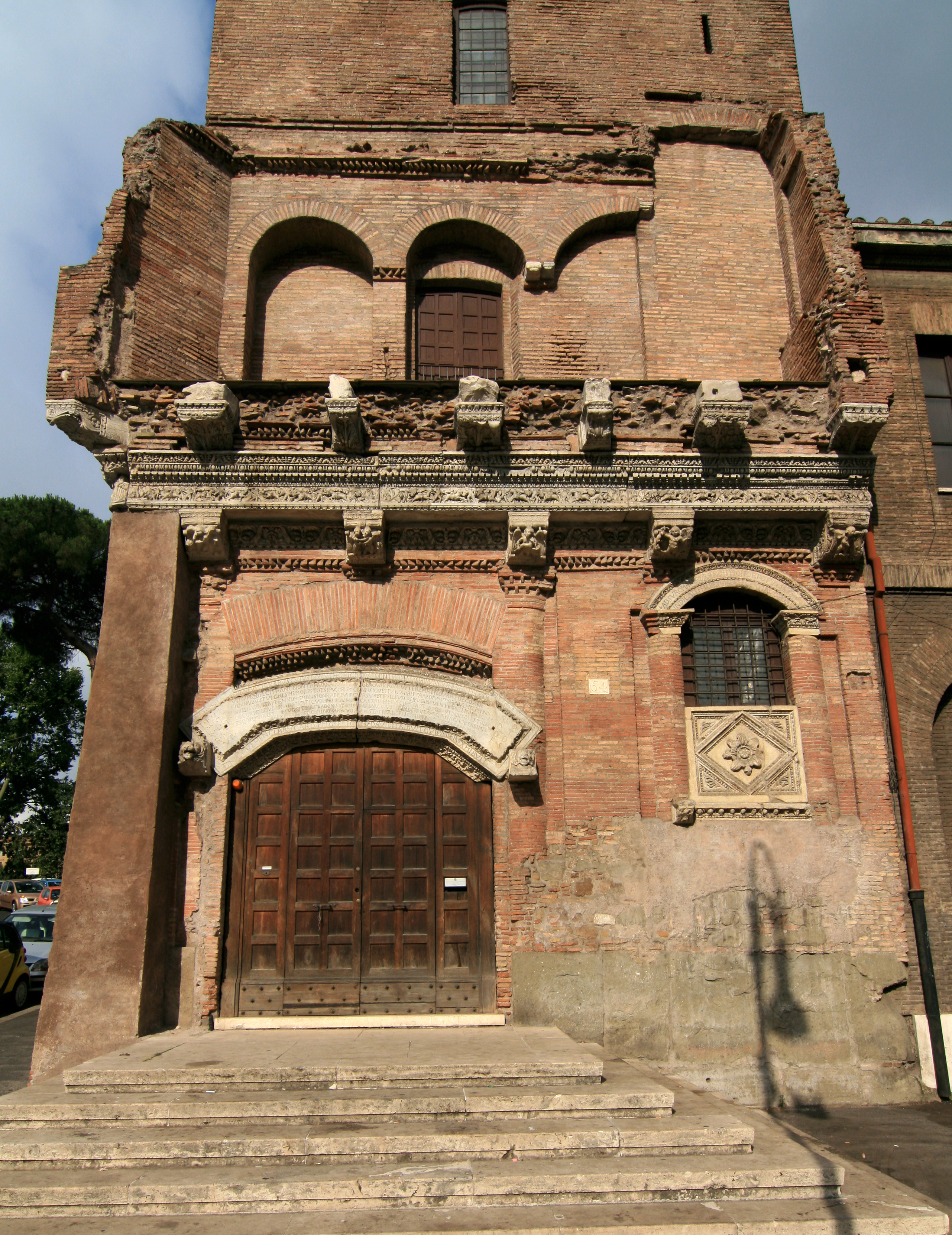
Fachada principal.

O povo da cidade chamou a estrutura de Tor Crescenzia, um misto de palacete e torre medieval, e o nome continuou mesmo depois que a torre ruiu em 1312 durante os conflitos ocorridos na chegada de Henrique VII. Somente a casa permaneceu de pé. Uma longa inscrição latina, ditada pelo próprio Niccolò di Crescenzio, foi colocada na cornija curvilínea do portal de entrada: 
| “ | † NON FUIT IGNARUS CUIUS DOMUS HEC NICOLAUS QUOD NIL MOMENTI SIBI MUNDI GLORIA SENTIT / VERUM QUOD FECIT HANC NON TAM VANA COEGIT GLORIA QUAM ROME VETEREM RENOVARE DECOREM † IN DOMIBUS PULCRIS MEMORE ESTOTE SEPULCRIS CONFISIQUE TIU NON IBI STARE DIU MORS VEHITUR PENNIS / NULLI SUA VITA PERHENNIS MANSIO NOSTRA BREVIS CURSUS ET IPSE LEVIS SI FUGIAS VENTUM SI CLAUDAS OSTIA CENTUM / LISGOR MILLE IUBES NON SINE MORTE CUBES SI MANEAS CASTRIS FERME VICINUM ET ASTRIS OCIUS INDE SOLET TOLLE/RE QUOSQUE VOLLET † SURGIT IN ASTRA DOMUS SUBLIMIS CULMINA CUIUS PRIMUS DE PRIMIS MAGNUS NICHOLAUS AB IMIS / EREXIT PATRUM DECUS OB RENOVARE SUORUM STAT PATRIS CRESCENS MATRISQUE THEODORA NOMEN † HOC CULMEN CLARUM CARO PRO PIGNERE GESTUM DAVIDI TRIBUIT QUI PATER EXHIBUIT † Niccolò, a quem esta casa pertence, ciente da inutilidade da glória do mundo, não construiu esta casa para se vangloriar mas para renovar o antigo decoro de Roma. † Nas belas casas lembre-se dos sepulcros e esteja certo que você não permanecerá ali por muito tempo. A morte chega para todos e para ninguém a vida é eterna, a nossa labuta é breve e seu curso é leve. Se estás fugindo do vento, fechando cem portas ou comandando mil guardas, não te deitarás sem a morte. † Se fostes te trancar num castelo perto das estrelas, dali ela te levaria mais rapidamente. Surge assim esta sublime casa, cuja estrutura Niccolò, o Grande, o primeiro entre os primeiros, construiu da fundação para renovar o decoro dos seus pais, Crescenzio, seu pai, e Teodora, sua mãe. † O pai construiu este ilustre edifício que foi dedicado ao estimado filho Davide. | ” |

O termo latino "mansio" nesta inscrição (traduzido como "labuta") deu origem ao nome Tor Monzone, também utilizado para fazer referência ao edifício.
Ao longo dos séculos, a casa também teve outros epítetos, como Casa di Cola di Rienzo por causa da semelhança entre o nome Niccolò di Crescenzio e Cola di Rienzo, que vivia nas imediações, e Casa di Pilato, porque durante as representações da Via Crucis, ali era representada a casa de Pôncio Pilatos. Na estrutura estão também outras inscrições, como uma série de letras cuja interpretação não é mais tida como certa, apesar das muitas tentativas modernas de traduzi-la, uma outra, situada sobre uma pequena janela e colocada ao lado do portal da entrada ("ADSUM ROMANIS GRANDIS HONOR POPULIS / INDICAT EFFIGIES QUIS ME P[ER]FECERIT AUCTOR, "Aqui há grande honra para o povo romano e a efígie indica quem me construiu"), e uma última na metade da fachada ("VOS QUI TRANSITIS HEC OPTIMA TECTA QUIRITIS / HAC TEMPTATE DOMO OS NICOLAUS HOMO", "Vós que passais por esta esplêndida casa, quirites, saibam que Niccolò é o homem desta casa"). 
O edifício foi abandonado no século XV, como revela a completa ausência de revestimentos posteriores, mas depois foi utilizado como estábulo com um celeiro anexo. Em 1868, o edifício foi comprado do governo pontifício e depois foi cedida para a Comuna de Roma. Durante as obras destinadas a "liberar" o monte Capitolino de seu entorno medieval e abrir espaço para a construção de novas vias de escoamento do tráfego da cidade (como a Via del Teatro di Marcello e a Via Luigi Petroselli, na década de 1930, quase todo o entorno da Casa dei Crescenzi no Fórum Boário foi demolido. Atualmente, o começo da Via Petroselli, na Piazza Bocca della Verità, está marcado pela Casa dei Pierleoni na direção da igreja de San Giorgio in Velabro e pela Casa dei Crescenzi na direção do Tibre, atualmente num cenário urbano completamente diferente do atual. Em 1939 a casa foi restaurada pela Comuna para uso oficial. Até 1960, o edifício abrigou a Associazione Cultori di Architettura. Atualmente o edifício está fechado para o público.